# Marktgraitz
Marktgraitz ist ein Markt im oberfränkischen Landkreis Lichtenfels. Außer dem Hauptort gibt es keine weiteren Gemeindeteile.

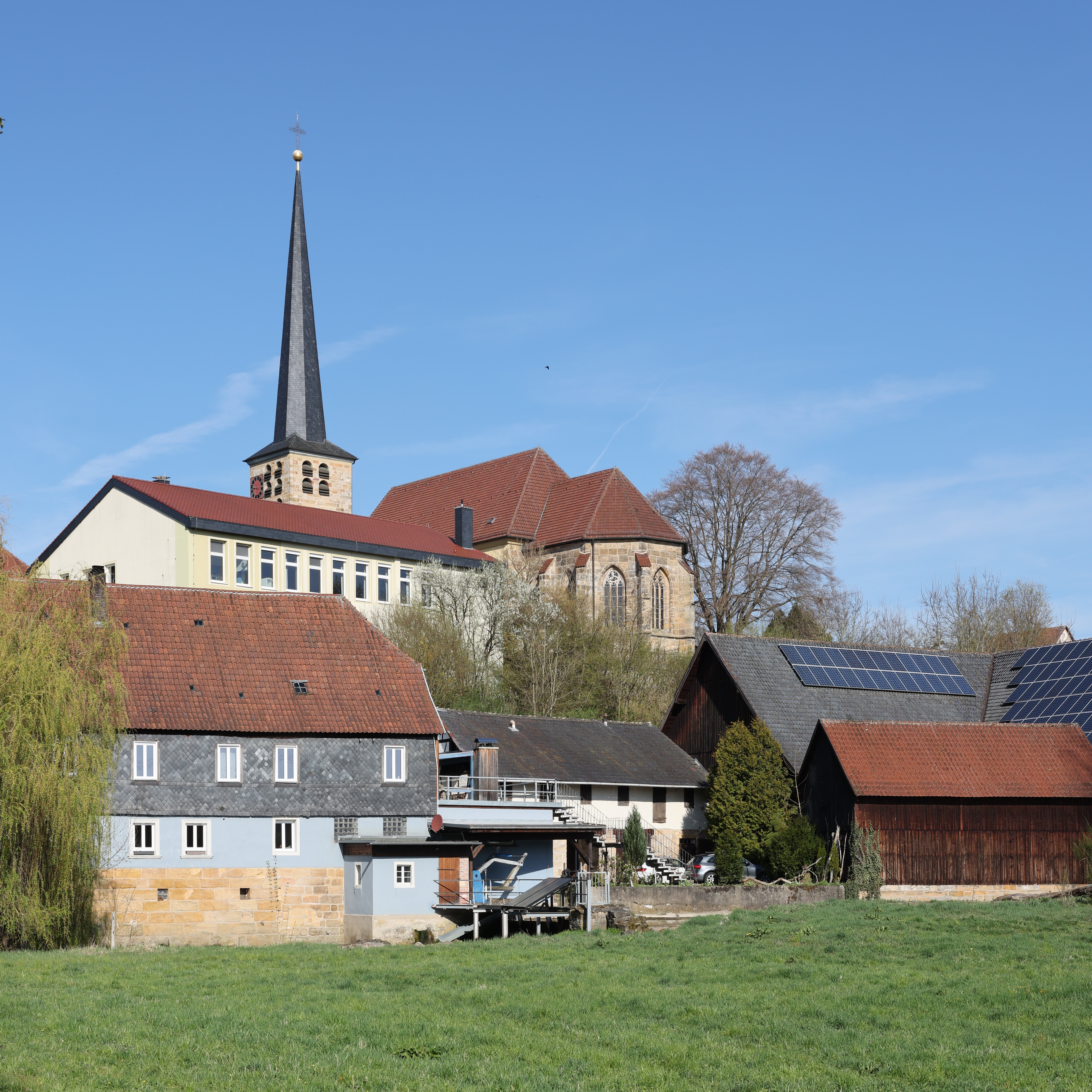
Pfarrkirche am Hang, oberhalb der Steinach

## Geografische Lage
Marktgraitz liegt nördlich des Naturparks Fränkische Schweiz-Veldensteiner Forst am Zusammenfluss von Steinach und Rodach.

## Geschichte

### Erste Erwähnung und Namensänderung
Die Gemeinde wurde in einer Schenkungsurkunde des Jahres 1071 erstmals urkundlich erwähnt.
Die Gemeinde hieß ursprünglich Graitz. Im Jahr 1894 wurde ihr Name amtlich in Marktgraitz geändert.

### Ausgliederungen
Am 1. Januar 1977 wurde der Gemeindeteil Neubrand mit mehr als 100 Einwohnern an die Nachbargemeinde Schneckenlohe (Landkreis Kronach) abgetreten.

### Einwohnerentwicklung
Im Zeitraum 1988 bis 2018 sank die Einwohnerzahl von 1275 auf 1140 um 135 bzw. um 10,6 %, das ist der deutlichste Einwohnerrückgang im Landkreis im genannten Zeitraum. Am 31. Dezember 2002 hatte Marktgraitz 1398 Einwohner.

## Politik

### Marktgemeinderat
Der Marktgemeinderat von Marktgraitz hat neben dem Bürgermeister zwölf weitere Mitglieder:
|      | CSU | BB-FWM * | SPD | Gesamt   |
| 2020 | 5   | 5        | 2   | 12 Sitze |
| 2014 | 6   | 6        | –   | 12 Sitze |

### Bürgermeister
Bürgermeister ist Jochen Partheymüller (BB-FWM). Bei der Kommunalwahl 2020 wurde dieser mit 51,6 % der gültigen Stimmen gewählt und damit im Amt bestätigt.
Zweiter Bürgermeister ist Richard Geßlein (CSU).
Dritter Bürgermeister ist Michael Beier (BB-FWM).

### Wappen
| Wappen Marktgraitz | Blasonierung: „In Rot auf grünem Boden eine silberne Zinnenmauer mit Tor, dahinter aufragend eine silberne Kirche in Seitenansicht mit roten Dächern, deren Turm mit Erkern besetzt ist.“ |
| Wappen Marktgraitz | |

### Verwaltung
Die Gemeinde ist Mitglied der Verwaltungsgemeinschaft Redwitz an der Rodach.

## Bodendenkmäler

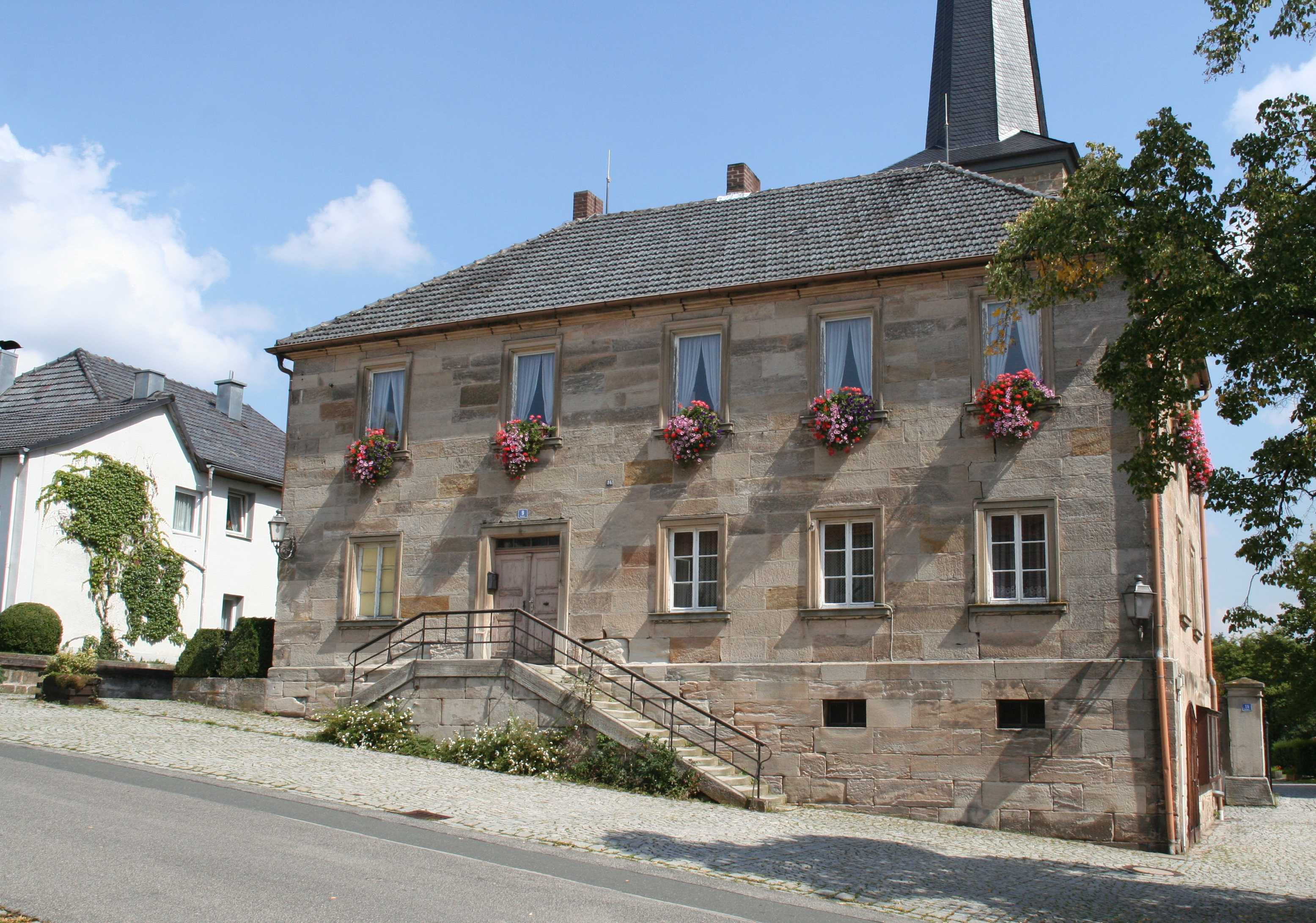
Altes Schulhaus von 1870

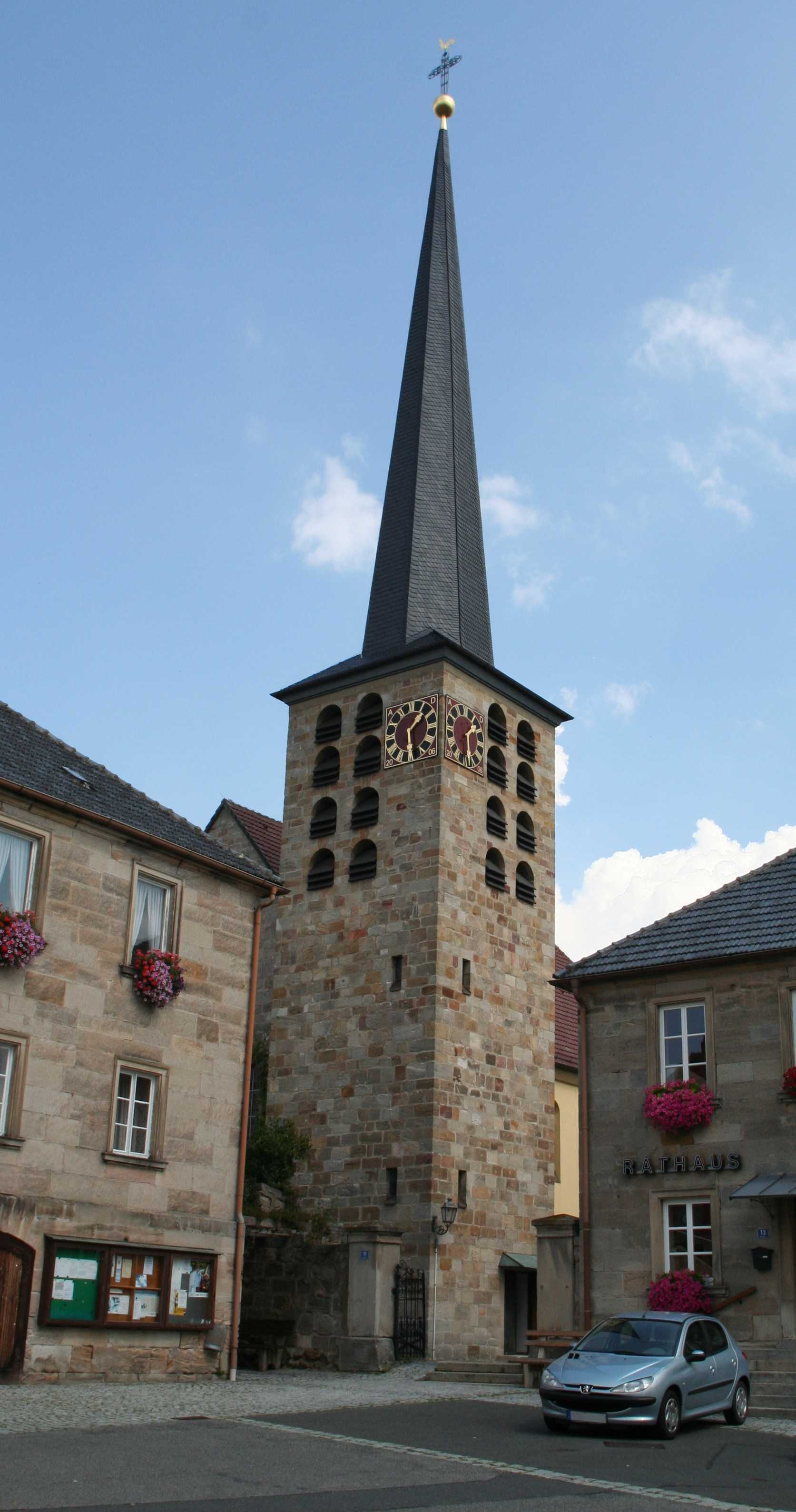
Katholische Pfarrkirche Heiligste Dreifaltigkeit

## Baudenkmäler
- Rathaus (Marktgraitz)

## Verkehr
Marktgraitz liegt an den Bundesstraßen 173 und 289. Durch den Ort verläuft der Fränkische Marienweg.

## Persönlichkeiten
- Reinhard Leutner (1942–2022), Kommunalpolitiker, Landrat des Landkreises Lichtenfels
- Siegfried Russwurm (* 1963), Manager, Präsident des Bundesverbandes der Deutschen Industrie